# سقنقور جزایر سلیمان
سقنقور جزایر سلیمان (نام علمی: Corucia zebrata) نام یک گونه از زیرخانواده پیچ‌وتابیان است.